# Disney's Aladdin (Super Nintendo)
Disney's Aladdin é um jogo eletrônico criado em 1993, baseado em um filme com o mesmo nome, lançado para Super Nintendo, junto com outros jogos de mesmo nome para outras plataformas, que são completamente diferentes, apesar de ter o mesmo tema e enredo. Foi desenvolvido e distribuído pela Capcom.